# Miconia haughtii
Miconia haughtii är en tvåhjärtbladig växtart som först beskrevs av Henry Allan Gleason, och fick sitt nu gällande namn av John Julius Wurdack. Miconia haughtii ingår i släktet Miconia och familjen Melastomataceae.
Artens utbredningsområde är Colombia. Inga underarter finns listade i Catalogue of Life.